# Louis Fürnberg
Louis Fürnberg (24. května 1909, Jihlava – 23. června 1957, Výmar) byl německy píšící spisovatel, básník, literární teoretik, překladatel a československý diplomat židovského původu, autor hymny Die Partei vládnoucí strany SED v komunistické Německé demokratické republice.

## Život
Narodil se v rodině židovského majitele textilního podniku v Jihlavě. Jeho matka Berta zemřela brzy po jeho narození na tuberkulózu, otec Jakob se znovu oženil a celá rodina se přestěhovala do Karlových Varů, kde otevřela keramickou dílnu. Na přání svého otce se po ukončení gymnázia vyučil v Karlových Varech keramikem, práce v otcově továrně však musel zanechat kvůli následkům onemocnění tuberkulózou.
V roce 1927 se přestěhoval do Prahy, kde absolvoval Německou obchodní akademii. Brzy jej zlákaly myšlenky komunismu, do německé sekce KSČ vstoupil v roce 1928. Začal se živit jako novinář, přispíval do několika českých i německých levicových periodik. Vedl německou divadelní skupinu Echo von links, pro niž vytvořil pod vlivem E. F. Buriana žánr scénické kantáty; skupina sklízela řadu úspěchů doma (např. v divadle D 34) i v zahraničí. Ve své tvorbě vystupoval proti nacistické ideologii. Při práci v divadle se seznámil s Lotte Wertheimer, s níž se proti vůli jejího otce, zámožného rakousko-židovského podnikatele, v říjnu 1937 oženil.
Po okupaci Čech a Moravy nacisty se se ženou pokusili uprchnout do Polska, ale byli zadrženi. Lotte byla propuštěna po dvou měsících a uprchla do Londýna, avšak Louis byl vězněn přibližně rok. V důsledku mučení částečně ztratil sluch. Poté, co jeho žena údajně uplatila gestapo, byl propuštěn a odsunut do Itálie, kde se potkali a společně odcestovali do Jugoslávie, kde se jim v roce 1940 narodil syn Michael. Z Jugoslávie byli o rok později rovněž nuceni uprchnout, tentokrát do britské Palestiny, kam dorazili v roce 1941. V Jeruzalémě přednášel a vedl knižní klub. Jeho rodina a další příbuzní byli za holokaustu zavražděni nacisty.
V roce 1946 se s rodinou vrátil do Prahy, kde bydleli v Molochově na Letné. Téhož roku se jim narodila dcera Alena. Po únoru 1948 nastoupil na ministerstvo informací, kde vedl oddělení pro obnovu kulturních styků s německými zeměmi, později pracoval na ministerstvu školství. V letech 1949–1952 byl československým velvyslaneckým radou v NDR.

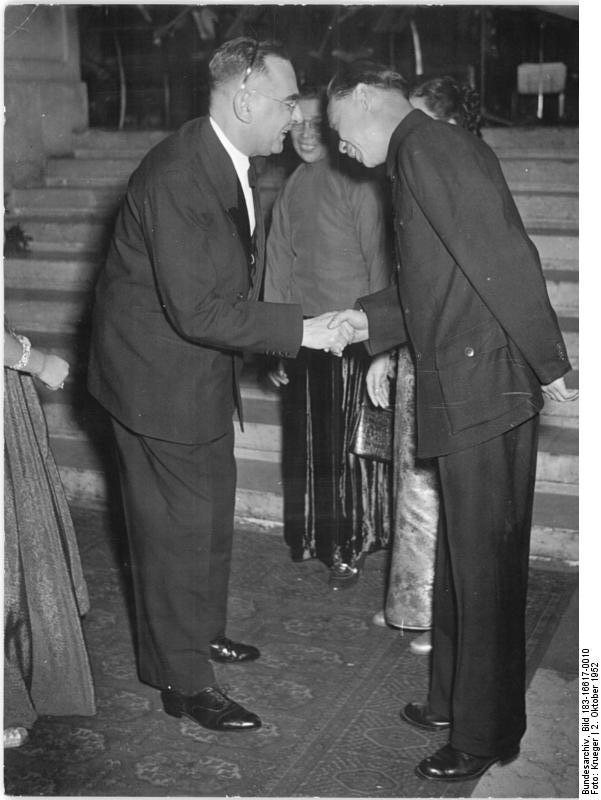
Louis Fürnberg jako československý diplomat v Berlíně s čínským diplomatem

 V padesátých letech začaly v Československu politické procesy zaměřené i na židovské členy KSČ. Louis si musel počeštit jméno na Lubomír Fynberg, jeho blízký přítel, berlínský velvyslanec Otto Fischl, byl popraven v procesu s Rudolfem Slánským. Ve strachu před pronásledováním se Fürnbergova rodina v roce 1954 rozhodla k trvalému přesídlení do Výmaru v NDR, kde se Louis stal uznávaným ředitelem významné literární instituce – Národního badatelského a památkového ústavu klasické německé literatury (Nationale Forschungs- und Gedenkstätten der klassischen deutschen Literatur) a Lotte rozhlasovou redaktorkou. Stal se také jedním ze zakladatelů časopisu Weimarer Beiträge. I v tomto období stále navštěvoval Prahu – navázal spolupráci např. s germanistou Eduardem Goldstückerem, s nímž spolupracoval na vydávání Goethových básní v češtině. Při návštěvě v roce 1955 se zhroutil po těžkém infarktu.
23. června 1957 jej ve věku 48 let postihl druhý infarkt, na nějž zemřel.

## Tvorba
Jako tvůrce se uplatnil především v lyrické poezii, která svou jemnou intimitou a reflexí přírody připomínala Reinera Mariu Rilke, psal však i politické agitační básně. V NDR patřil k velmi známým básníkům. Úspěšný byl také jako překladatel české poezie do němčiny. Znám je také jako autor novel s historickou tematikou. Řada jeho prací má i nadále značnou uměleckou hodnotu a je stále vydávána i mimo Německo.
Český výběr jeho poezie uspořádala Jarmila Urbánková do sbírky Sláva života (1954). Jeho sebrané spisy vyšly v šesti dílech v letech 1964–1973.

### Přehled děl
- Der Urlaub (Dovolená, 1938, poprvé vydáno posmrtně 1962) – román na základě zkušeností z pobytu ve švýcarském Luganu
- Hölle, Hass und Liebe (Peklo, zášť a láska, 1943) – sbírka veršů
- Gustav Mahlers Heimkehr (Návrat Gustava Mahlera, 1946) – básnická sbírka
- Der Bruder Namenlos (Bratr Bezejmenný, 1947) – lyrická autobiografie, vydána pod pseudonymem Nuntius
- Mozart-Novelle (Amadé a Casanova, 1947) – novela z pražského prostředí o setkání Mozarta s Casanovou, vyšla i v českém překladu Pavla Eisnera[3]
- Die Begegnung in Weimar (Setkání ve Výmaru, 1947) – novela o setkání Goetha s Mickiewiczem
- Die Spanische Hochzeit (Španělská svatba, 1948) – balada
- Wanderer in den Morgen (Poutník do zítřka, 1951) – básnická sbírka
- Aus Böhmens Hain und Flur. Verse tschechischer Dichter (Z českých luhů a hájů. Verše českých básníků, 1954) – sbírka překladů českých básní, např. Jana Nerudy nebo Vladimíra Holana[2]

- Du hast ja ein Ziel vor den Augen (Der lesende Arbeiter; 4). Zentralbibliothek der deutschen Klassik, Weimar 1959.
- Heimat, die ich immer meinte. Böhmen und Deutschland in Gedichten aus dem Nachlass. Aufbau-Verlag, Berlin 1964.
- Lieder, Songs und Moritaten. Eine Auswahl. Deutsche Akademie der Künste, Berlin 1959.
- Und Sterne wandern, wie ich geh. Gedichte, Lieder, Songs. 2 vydání, Henschel Verlag, Berlin 1981.
- Herbert Meinke (Hrsg.): War ein Wintertag … Gedichte. Dahlemer Verlagsanstalt, Berlin 1996, ISBN 3-928832-07-7.

## Odkaz
Ve Výmaru má Louis Fürnberg památník s bustou od Martina Reinera a je tu po něm pojmenována základní škola. V Praze označuje pamětní deska na domě Milady Horákové 94 místo, kde prožil většinu svého pražského života. Jeho pozůstalost spravuje Německá akademie umění v Berlíně.